# Sarekat Islam

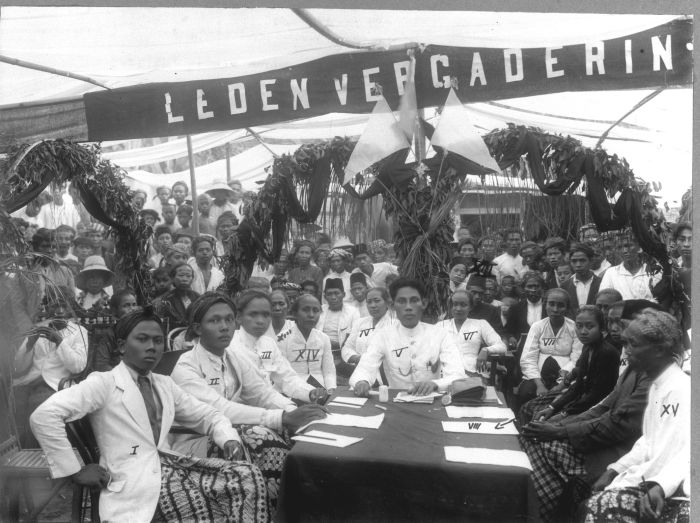
Groepsportret tijdens een ledenvergadering van de Sarekat Islam, 1921. (collectie Wereldmuseum Amsterdam)

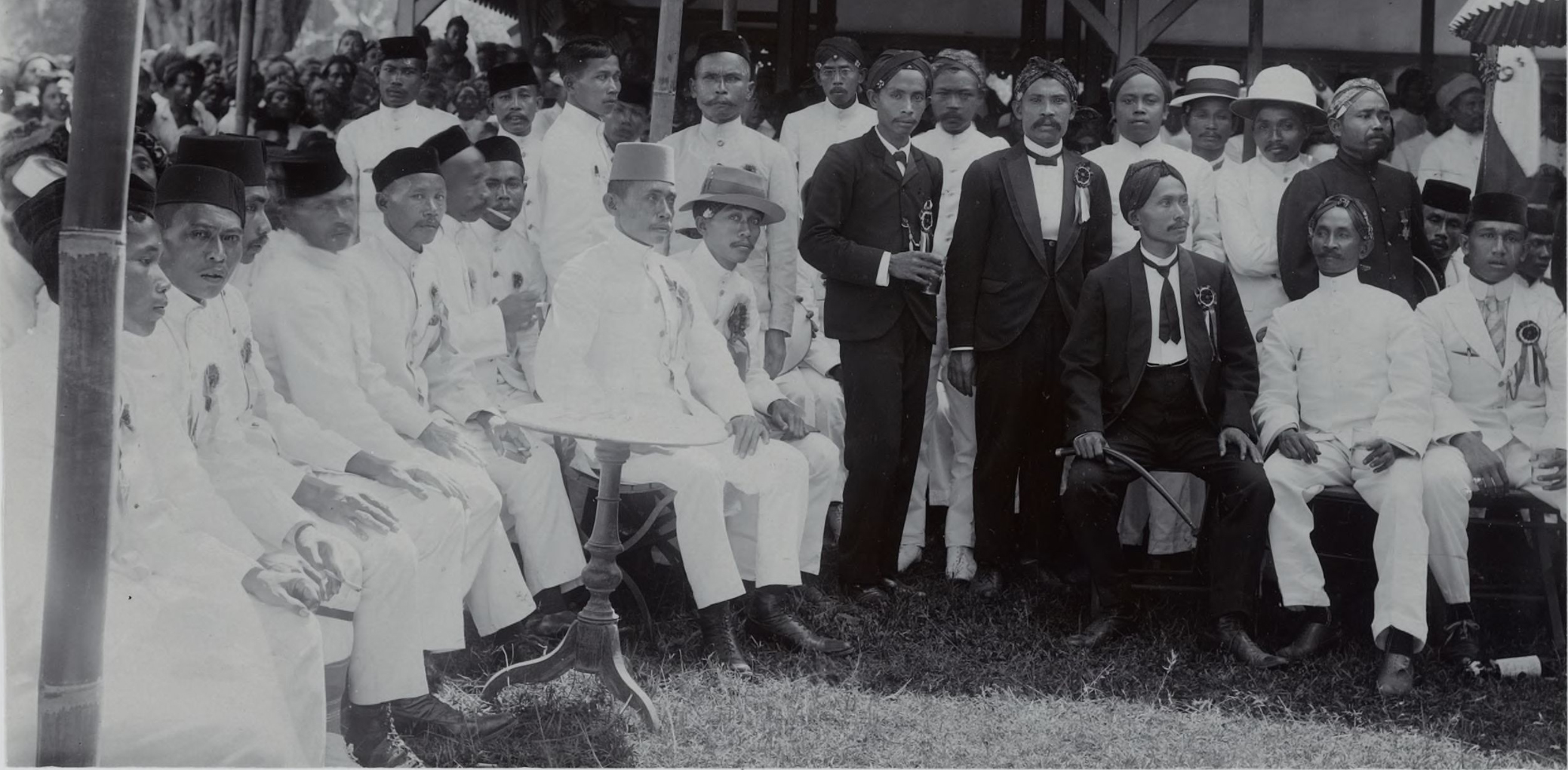
Oprichingsbijeenkomst van de Sarekat Islam, afdeling Blitar, 1914.

De Sarekat Islam (Islamitische Vereniging) of SI, in 1912 opgericht, was een volksvereniging met leden in heel Nederlands-Indië die uitgroeide tot de grootste en bekendste van alle nationalistische organisaties.
Aanvankelijk was Sarekat Islam een vereniging van batikhandelaren met als doel de handelsgeest bevorderen, het geven van steun aan de leden, de geestelijke ontwikkeling en materiële belangen van Indonesiërs te bevorderen en misvattingen over de islam te bestrijden. Echter, al gauw werd de SI een politieke vereniging. Bij de oprichting had Tirto Adhi Soerjo een belangrijke rol. De vereniging groeide snel en na korte tijd bedroeg het aantal leden in Batavia ruim 12000. De meeste leden werden gevonden op het platteland van Oost-Java waar lokale islamitische leiders actief rekruteerden. Naar eigen zeggen bedroeg het aantal leden in 1919 twee miljoen maar dit aantal wordt door de meeste deskundigen als te hoog beschouwd. De charismatische Tjokroaminoto werd het nieuwe boegbeeld nadat Tirto Adhi Soerjo aan de kant was gezet. Tjokroaminoto zou ook het grote voorbeeld worden van de latere Indonesische president Soekarno.
Vanwege het verbod op politieke organisaties tot 1915 benadrukte SI dat zij een sociaal-culturele organisatie of een godsdienstig-economische vereniging was. Na 1915 veranderde de toon en verkondigde Tjokroaminoto dat Indonesië zelfbestuur moest krijgen. De SI was gematigd in haar opstelling en haar doelstellingen wilden zij geleidelijk bereiken. De gematigde opstelling had ook te maken met de politiek van de gouverneur-generaal Idenburg.
De vereniging had een duidelijk islamitisch en antikapitalistisch karakter wat opmerkelijk was, omdat in de meer recente geschiedenis van Indonesië deze stromingen vaak gewelddadig tegenover elkaar stonden. Het islamitische karakter uitte zich in de regel dat alleen moslims van achttien jaar lid konden worden. In plaatsen waren de SI populair was nam het moskeebezoek toe en in sommige districten werd de vrijdag de vrije dag. Het antikapitalistische karakter uitte zich in de weerzin tegen buitenlandse kapitalisten die gezien werden als uitbuiters die lonen laag hielden voor eigen gewin. Grote winsten werden gemaakt in de olie- en de suikerindustrie maar Indonesiërs profiteerden daar niet van.
In 1919 werd de zogenaamde afdeling B na ongeregeldheden in de Preanger door de regering ontbonden op beschuldiging van het smeden van plannen tot het omverwerpen van het koloniale gezag.
Na verloop van tijd vormde een deel van de leden de Partai Komunist Indonesia (P.K.I.), de 'Indische Communistische Partij'. Het was niet ongewoon dat leden van de SI ook lid waren van de PKI. De organisaties traden samen op met vakbonden bij stakingen om eisen als loonsverhogingen kracht bij te zetten. De samenwerking stopte in 1923 maar toen was Sarekat Islam al over haar hoogtepunt heen. PKI groeide door en werd steeds nadrukkelijker aanwezig. Vanaf 1926-1927 ging het Nederlands-Indisch bewind harder optreden tegen nationalisten. De PKI werd opgeheven en duizenden Indonesiërs werden gevangen gezet. Het bewind liet een hele andere houding zien vergeleken met de welwillende houding van gouverneur-generaal Idenburg. Tot de komst van de Japanners zou geen enkele organisatie zoveel aanhang hebben als de SI in haar gloriejaren had.
In 1927 sloot de SI zich aan bij de Permoefakatan Perhimpoenan Politiek Kebangsaan Indonesia (P.P.P.K.I.), het Verbond van Nationaal Politieke Verenigingen.